# Sedia Bird
La Sedia Bird fu progettata nel 1952 da Harry Bertoia.
Viene prodotta da Knoll, l'unica azienda a detenere la licenza per la produzione dell'intera Collezione Bertoia.

## Descrizione
La sedia Bird è ottenuta da una struttura in metallo piegato a cui è possibile abbinare il poggiapiedi Ottoman. Il traliccio metallico, che ne costituisce un pezzo unico, è rivestito in tessuto. Bertoia avrebbe preferito, dal punto di vista scultoreo, lasciare la seduta senza copertura per non compromettere l'effetto visivo della rete metallica.
La sedia è composta da due elementi: una parte superiore composta da seduta e schienale in tessuto imbottito, dove l’utente si siede; una struttura metallica che funge da sostegno nella parte sottostante. La base viene ricavata dalla saldatura di due componenti, nella fattispecie, due aste d'acciaio più spesse anziché delle gambe convenzionali al fine di assicurare maggiore solidità alla struttura.
| larghezza      | 977,90 mm  |
| altezza        | 1022,35 mm |
| altezza seduta | 368,30 mm  |
| profondità     | 838,20 mm  |

## Storia
All'inizio degli anni '50 si diffonde in USA e Gran Bretagna lo stile Contemporary. Viste le esigenze del dopoguerra vengono progettati mobili dai costi contenuti. Il metallo garantisce solidità e stabilità ma lascia la struttura leggera e maneggevole. Per rispondere a queste esigenze verranno abbandonate le forme tradizionali e si avrà un rinnovamento delle linee e dei materiali.
Durante il suo percorso di studi in America Bertoia impara a lavorare i metalli e nel 1943 nasce una collaborazione con Eames a un progetto di sedie per la Evans Product Company: fu il suo primo approccio all'arredamento.
Hans e Florence Knoll, dell'azienda Knoll, offrirono a Bertoia la possibilità di disegnare la sua linea di mobili; su consiglio della moglie accettò e così tra il 1950 e il 1952 si spostarono tra New Hope e Barto, in Pennsylvania, cercando di risolvere le problematiche della linea delle sue sedie per Knoll. L'azienda gli mise a disposizione uno spazio all'interno dello stabilimento di East Greenville. Caratteristica di questo rapporto lavorativo fu quella di non richiedere direttamente al designer progetti di arredo, ma di incoraggiarlo a esplorare ciò che lo appassionava e gli venne chiesto che eventuali progetti interessanti venissero loro mostrati.
Dopo questa collezione di sedute lascia l'incarico.

## Etimologia
Il concetto deriva dallo studio della forma di un uccello (bird in inglese), come è facile intuire non solo dal nome ma anche dalla forma della stessa Bird; in questa seduta Bertoia infatti riproduce con i fili di metallo quello che è un uccello con le ali aperte.

## Premi
- Designer of the Year, 1955
- Certificate of Merit dall’American Institute of Architects e del Design Center Stuttgart Award, 1962
- Medaglia d'oro della Architectural League di New York ,1955-56